# Ossenbeck (Wuppertal)
Ossenbeck, auch In der Ossenbeck, ist eine Ortslage in der bergischen Großstadt Wuppertal.

## Lage und Beschreibung
Die Ortslage liegt im Wohnquartier Friedrichsberg im Stadtbezirk Elberfeld auf einer Höhe von 194 m ü. NHN am gleichnamigen Bach Ossenbeck. Benachbarte Ortslagen sind Oberer Arrenberg, Im Siepen, In den Stöcken, Cleefkothen, Hatzenbeck, Im Honigstal, In der Hoffnung und In der Dalster.

## Etymologie und Geschichte
Beck ist eine mittelniederdeutsche Form für Bach, Ossen ist eine mundartliche Bezeichnung für einen Ochsen. Ossenbeck heißt also Ochsenbach. Der Name des Hofes geht auf seine Lage an dem gleichnamigen Bach zurück. Auf der Topographia Ducatus Montani des Erich Philipp Ploennies aus dem Jahre 1715 ist der Hof als Osenbec verzeichnet. Auf der Topographischen Aufnahme der Rheinlande von 1824 ist der Ort ebenso verzeichnet, wie auf der Preußischen Uraufnahme von 1843.
1815/16 besaß der Ort 37 Einwohner. 1832 gehörte der Ort zur Steinbeck- und Arrenberger Rotte des ländlichen Außenbezirks des Kirchspiels und der Stadt Elberfeld. Der laut der Statistik und Topographie des Regierungsbezirks Düsseldorf als Ackergut kategorisierte Ort wurde als in der Ossenbeck bezeichnet und besaß zu dieser Zeit vier Wohnhäuser und fünf landwirtschaftliche Gebäude. Zu dieser Zeit lebten 13 Einwohner im Ort, alle evangelischen Glaubens.